# Fred Simonsson
Fred Simonsson (* 27. November 1994 in Stockholm) ist ein schwedischer Tennisspieler.

## Karriere
Simonsson spielt hauptsächlich auf der ITF Future Tour und der ATP Challenger Tour. Auf der Future Tour gewann er bislang einen Einzel- und sechs Doppeltitel.
2012 kam er in Båstad bei den SkiStar Swedish Open durch eine Wildcard zu seinem Debüt auf der ATP World Tour.
Mit seinem Partner Filip Bergevi verlor er gegen die Russen Michail Jelgin und Michail Kukuschkin mit 1:6, 2:6. In den Folgejahren hatten sie drei weitere Auftritte bei den Heimturnieren in Båstad und Stockholm. So kam er 2015 in Båstad auch zu seinem ersten Sieg auf ATP-Ebene, als er mit Jonathan Mridha Isak Arvidsson und Markus Eriksson mit 6:4, 7:5 bezwang. 2016 gewann er seinen ersten Challenger-Titel im Doppel in Jönköping.
2015 spielte Simonsson erstmals für die schwedische Davis-Cup-Mannschaft. Bei der Begegnung gegen Dänemark, das mit 3:2 gewonnen wurde, verlor er das Doppel mit Johan Brunström in vier Sätzen, die dreimal erst im Tiebreak entschieden wurden.

## Erfolge
| Legende (Anzahl der Siege)  |
| Grand Slam                  |
| ATP World Tour Finals       |
| ATP World Tour Masters 1000 |
| ATP World Tour 500          |
| ATP World Tour 250          |
| ATP Challenger Tour (2)     |

### Doppel

#### Turniersiege
| Nr. | Datum         | Turnier   | Belag         | Partner        | Finalgegner                        | Ergebnis         |
| --- | ------------- | --------- | ------------- | -------------- | ---------------------------------- | ---------------- |
| 1.  | 13. März 2016 | Jönköping | Hartplatz (i) | Isak Arvidsson | Markus Eriksson Milos Sekulic      | 6:3, 3:6, [10:6] |
| 2.  | 9. Juli 2016  | Båstad    | Sand          | Isak Arvidsson | Johan Brunström Andreas Siljeström | 6:3, 7:5         |